# Nadczłowiek
Nadczłowiek (łac. homo superior, niem. Übermensch) – kategoria literacka, filozoficzna i ideologiczna opisująca hipotetyczny „wyższy etap” rozwoju człowieka bądź wybitną jednostkę przewyższającą „zwyczajnych ludzi” pod każdym względem. Pojęcie to zostało wprowadzone do filozofii przez niemieckiego filozofa, Fryderyka Nietzschego, między innymi w dziele Tako rzecze Zaratustra.
Ideę nadczłowieka wprowadził do światowej literatury Fiodor Dostojewski, rosyjski pisarz prekursor egzystencjalizmu, badacz „mrocznej strony” natury ludzkiej. Należy jednak pamiętać, że pisarz zmarł w 1881 roku, na dwa lata przed pierwszym wydaniem Tako rzecze Zaratustra. Ryszard Przybylski w pracy Dostojewski i „przeklęte problemy” wskazuje na wykorzystanie przez Dostojewskiego Heglowskiej koncepcji wielkich jednostek.

## Dostojewski
Fiodor Dostojewski dokonał w swoich powieściach gruntownej analizy idei nadczłowieka. Najbardziej znaną pozycją dotyczącą tej idei jest Zbrodnia i kara. Młody student – Raskolnikow zabija starą lichwiarkę i swoją zbrodnię uzasadnia tym, że jest jednostką wybitną – to jest taką, która może zdecydować się na dokonanie zbrodni – w imię wyższych celów i nie krępują go przy tym wyrzuty sumienia i ogólnoludzkie normy moralne. Wzmiankowany jest tam podział na „ludzi” – jednostki wybitne pokroju Napoleona czy Cezara – i „wszy”- czyli motłoch. Raskolnikow gnębiony jednak wyrzutami sumienia nie dorasta do idei, której hołdował. Dostojewski jako alternatywę dla złudnego wzorca nadczłowieka wprowadza postać prostytutki Soni, która „nawróciła” bohatera.
Inną powieścią Dostojewskiego z widocznym motywem nadczłowieka jest książka Bracia Karamazow. Jeden z tytułowych bohaterów, Iwan Karamazow ma wszelkie cechy nadczłowieka – już nawet w wydaniu czysto niemal Nietzscheańskim. Prawie nie ma w powieści głosów idealizmu, które zadawałyby kłam tej idei. Znamienne są słowa padające w dyskusji między idealistą Aloszą, i jego bratem Iwanem, gdzie Dostojewski w osobie jednego z bohaterów mówi „Myślę, że Iwan ma rację”. Sposób w jaki Fiodor Dostojewski pojmował nadczłowieka obrazuje cytat z powieści:
„...wyobraź sobie, że sam budujesz gmach przeznaczenia ludzkości, aby w rezultacie uszczęśliwić ludzi (...), ale że w tym celu należy koniecznie zadręczyć tylko jedną małą istotkę, choćby to biedne dziecko, które biło się piąstkami w pierś, i na jego niepomszczonych łzach zbudować ów gmach- powiedz, czy zgodziłbyś się za taką cenę zostać budowniczym?”. Ten, kto zgodzi się nawet na taką cenę – ten ma być prawdziwą jednostką wybitną.

## Nietzsche
Preludium do Nietzscheańskiej teorii nadczłowieka staje się ogłoszenie przez Fryderyka Nietzschego śmierci boga w dziele zatytułowanym Wiedza Radosna. Nietzsche wychodzi z założenia, że ludzie zabili starego boga („Gott ist tot”), nie zdając sobie z tego sprawy. Bóg został zamordowany, właściwie „zgnił”, a ludzie żyją sobie dalej tak samo, jak żyli. Wobec tego człowiek staje przed perspektywą nicości, poczucia bezcelowości i bezsensu istnienia. Wraca Nietzsche do tej koncepcji w najsłynniejszej chyba swojej książce – Tako rzecze Zaratustra. Mędrzec Zaratustra idzie między ludzi, głosząc im śmierć boga i nadejście nadczłowieka. Nadczłowiek jest czymś, do czego powinno się dążyć przez pokonanie w sobie człowieka. Jest to naturalna konsekwencja „zmierzchu bożyszcz”. Kiedy bowiem zabija się boga, trzeba sobie stworzyć nowego – na tym polega słabość człowieka. Człowiek jest czemś, co pokonanem być powinno. Cóżeście uczynili, aby go pokonać? (Tako rzecze Zaratustra). Nadczłowiek miałby być bogiem sam dla siebie. Szalony człowiek głosi w Wiedzy Radosnej, iż ludzie zabili Boga. Z ust jego padają słowa: „Nie jestże wielkość tego czynu za wielka dla nas? Czyż nie musimy sami stać się bogami, by tylko zdawać się jego godnymi?”
Nietzscheański nadczłowiek jest obdarzony niezwykłą wolą mocy i nie ograniczają go normy moralne ustanowione przez społeczeństwo. Nietzscheański nadczłowiek ma prawo do działania, ponieważ ma wolę i śmiałość działania.
Nadczłowiek jest u Nietzschego „prawdziwą jednostką” przeciwstawioną „człowiekowi stadnemu”, czyli człowiekowi uformowanemu przez społeczeństwo i przestrzegającego społecznych norm moralnych. Jako taki jest efektem połączenia procesów ewolucji biologicznej, która uformowała człowieka „społecznego”, oraz procesu rozwoju duchowego, który powołuje do życia: człowieka – jednostkę.

## Pan-Europa iHerrenvolk
Pojęcie nadczłowieka w zdeformowanej i uproszczonej wersji wykorzystali zwolennicy Paneuropy, ukazując jako rasę panów naród niemiecki (Richard Coudenhove-Kalergi). Oni też wprowadzili jako pierwsi pojęcie Herrenvolk. Ideę nadczłowieka i rasy Panów przejęli ideologowie nazizmu, odwracając wszelako piramidę ras stworzoną przez hrabiego Coudenhove-Kalergi. Według ich teorii nadludźmi była rasa aryjska zagrożona przez kosmopolitycznych Żydów.
Do przyjęcia przez narodowy socjalizm teorii quasi-nietzscheańskich przyczyniła się w dużej mierze siostra filozofa, która zebrała notatki, zredagowała je zmieniając często sens ich treści i wydała w książce Wola mocy. Należy tu dodać, że jej mąż oraz ona byli sympatykami narodowego socjalizmu.

## Rasa „nadludzi”
Idea nadczłowieka w interpretacji nazistowskiej uzyskała wymowę biologiczną, stało się tak za sprawą Houstona Stewarta Chamberlaina i jego pracy Die Grundlagen des neunzehnten Jahrhunderts (1912). Praca Chamberlaina opisuje powszechne dzieje cywilizacji, posługując się darwinowskimi, naturalistycznymi pojęciami takimi jak rasa (Rasse), w tym „czysta” (rein) i „mieszana” rasa, wreszcie charakterystyczny dla „czystej rasy” typ antropomorficzny wąskoczaszkowy (Dolichocephal-Typus) i odpowiadający rasom „mieszanym” szerokoczaszkowy (Brachycephal-Typus). Naturalistyczny, biologizujący aparat pojęciowy nakłada się na kategorię nadczłowieka zaczerpniętą z romantycznej historiografii i neoromantycznej filozofii (Nietzsche). Cechą charakterystyczną jest stwierdzenie o prawie nadczłowieka, który znajduje się w liczebnej „mniejszości” do przeciwstawienia się siłą liczebnej przewadze „podludzi”.